# Biagio Caropipe
Biagio Caropipe (Cerreto Sannita, 1462 – Cerreto Sannita, 10 luglio 1524) è stato un vescovo cattolico italiano.

## Biografia
Nato a Cerreto Sannita, divenne in età giovanissima arciprete di Guardia Sanframondi.
Successivamente fu canonico del capitolo metropolitano di Napoli e delle chiese di San Marco e Sant'Andrea.
A cavallo fra XV e XVI secolo divenne canonico della basilica di San Salvatore a Roma per poi essere nominato primicerio di Santa Maria della Rotonda e, infine, di Santa Maria Maggiore.
Con bolla del 1º giugno 1515 fu nominato vescovo di Telese o Cerreto, incarico che mantenne fino alla sua morte avvenuta il 10 luglio 1524.
Fu seppellito, per suo volere, a Cerreto Sannita nella cappella longoborda scavata nel ventre di Morgia Sant'Angelo o "Leonessa".
Il 30 aprile 1783 le sue spoglie vennero trasportate, per ordine di don Filiberto Pascale, nella Cattedrale di Cerreto Sannita, dove riposano in un ambiente sito di fianco alla Cappella della Madonna Immacolata.